# ラウンダーズ
ラウンダーズ（英: Rounders、アイルランド語: cluiche corr）は、2チーム間で行われるバット・アンド・ボール・ゲームの一種である。男女共にプレーされる。ラウンダーズは攻撃と守備に分かれて行われる。攻撃側は小さく硬い革で覆われたボールを丸い木製、プラスチック製、金属製バットで打つ。選手は、フィールド上の4つのベースを走って廻ることで得点する。ラウンダーズはアイルランドとイギリスの児童、特に女児の間で人気がある。2015年には、イギリスで7百万人の子どもがラウンダーズで遊んだ。
試合ではイニングごとに攻撃と守備が入れ替わる。フィールドでは同時に最大9人の選手が許されている。点（roundersとして知られている）は攻撃チームの選手が「アウト」にならずに4つのベースを周回した時に得られる。

## 歴史
ラウンダーズはテューダー朝の時代からイングランドでプレーされている。最も初期の資料は1744年の『小さなかわいいポケットブック』であり、この競技はジョン・ニューベリーによって「base-ball（ベースボール）」と呼ばれている。1828年、ロンドンのウイリアム・クラークは The Boy's Own Book の第2版を出版した。この本にはラウンダーズの規則が含まれており、これは英語で書かれたバットとボールを用いダイアモンド上のベースを走る競技に関する初の印刷された解説である。翌年、この本はアメリカ合衆国マサチューセッツ州ボストンで出版された。
全国的に定められた初の競技規則は、1884年にアイルランドにおいてゲーリック体育協会 (GAA) によって策定された。アイルランドでは、ラウンダーズは今でもGAAによって管理されている。グレートブリテンでは、1943年に設立された全英ラウンダーズ協会 (National Rounders Association; NRA) によって管理されている。2つの協会は異なっているものの、これらの協会は似た競技の要素や文化を共有している。協会間の試合も行われ、その場合は午前に一方の規則、午後にもう一方の規則でプレーされる。
ラウンダーズの規則がアイルランドで定められた後、1889年にリバプールおよびスコットランドにおいて協会が設立された。ベースボール（野球）のニューヨーク・ゲーム（ニッカーボッカー・ルール）および現在は廃れたマサチューセッツ・ゲームさらにソフトボールはラウンダーズという同じ歴史的起源を共有しており、GAA版のラウンダーズと類似点を持つ。ラウンダーズは、現在もリバプール、カーディフ、ニューポートでプレーされているブリティッシュ・ベースボール（英国野球）と繋りがある。

## ルール
NRAおよびGAAの規則は異なっているが、共通点は多い。
ボウラー (bowler) あるいはフィーダー (feeder) は、バッター（打者）に向けてボールを下投げの振り子動作で投げる (bowl)。NRAの規則によれば、ボールがバッターの脛から頭の頂点までの間を通過すれば「good」と見なされる。さもなければ、「no-ball」あるいは「bad」ボールと呼ばれる。また、バッターの体やバッターボックスの外側に向かって投げられた場合も「bad」と見なされる。バッターは「bad」ボールを打ってもよいが、その必要はない。No-ballの場合はキャッチされても選手はアウトにはならず、一塁でアウトにもならない。
バッターがポスト（post）を離れた時、ポスト上のそれぞれの走者は次あるいはその先のポストに走ることができる。ポスト上の走者はポストに立っている時はアウトを宣告されない。バッターはアウトを宣告されることを避けるためにポストと接していなければならない。ラウンダー（点）は、攻撃チームがアウトにならずにダイアモンドを周回した時に得られる。NRAの規則では、選手がアウトにならずに半分周回したらハーフ・ラウンダー（half rounder）が得られる。また、バッターがボールを打っていなくても本塁まで期間した場合も点が得られる。フィールダー（守備者）がボールをきれいにキャッチする; フィールダーによって「踏まれた」（stumped）ベースにバッターが到達する; バッターが走っている間にバットを落とす; ボウラーがボールを投げる前にバッターが塁を離れる; 次のバッターによって「run out」となる; 以上の場合はバッターはアウトとなる。

### NRAに固有のルール

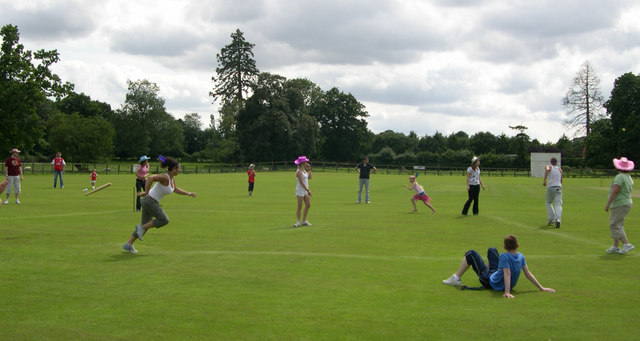
イングランド東部のNowtonで行われているラウンダーズの様子。

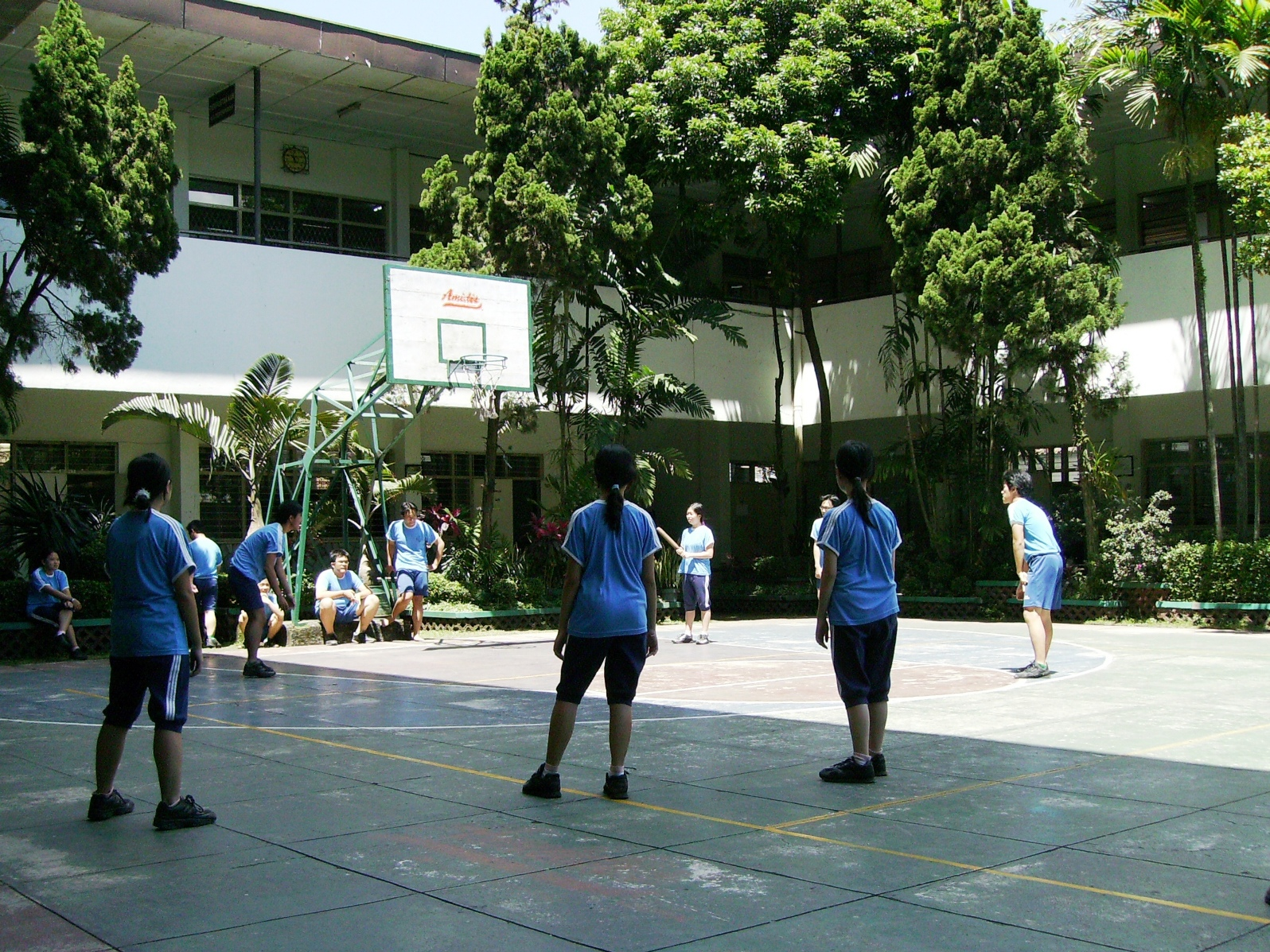
インドネシアでプレーされているラウンダーズ。

グレートブリテンでは、ラウンダーズのルールは全英ラウンダーズ協会によって管理されている。これらのルールの下で行われる競技は、GAA版と比較してより小さなバット、ボール、競技場でプレーされる。ベース（塁）は長いポールで印される。バッターはポールに接していなければならず、フィールダーはポールを「スタンプ」しなければならない。バッターが走る前には通常一球の「good」ボールのみが必要である。「ハーフ・ラウンダーズ」も得点として数えられる。
守備チームは最低6人で守らなければならない。選手の総数の上限は9人である。
ボールの外周は190ミリメートル (7.5 in)、バットは長さわずか460ミリメートル (18 in)、直径170ミリメートル (6.7 in)でなければならない。NRAはバットの重量の上限を370グラム (13 oz)としている。ベースはベースボールのダイアモンドと同様に置かれるが、ホームベースは3塁に向かって直角なものと打者用の2つに分かれている（つまりダイアモンドではなく5角形で、走者はバッティングエリアではなく別の4塁に帰還する）。それぞれのベースはポールによって印される。ポールは自立しなければならず、高さは最大1メートル (3 ft 3 in)とされる。
ボールがうまく投げられた場合、バッターはボールを打とうと試みなければならず、ボールを打ったかどうかにかかわらず走らなければならない。ボールが後方に向かって打たれた場合は、ボールが前方のエリアに戻ってくるまでバッターは1塁を通過してはならない。「no-ball」を打ったバッターはキャッチアウトにもならず、1塁でスタンプもされない。バッターは「no-ball」の時に走ってもよいが、その必要はない。それぞれのバッターは、各イニングの最終バッターを除いて、一球の「good ball」を受ける権利がある。最終バッターはキャッチアウトにならなければ、3球の「good ball」を受ける権利がある。
選手がキャッチアウトにならず、ボールをぶつけられず、次のボールが投げられる前に4塁に触れた時に1ラウンダー（点）が加算される。ハーフ・ラウンダーが加算されるのは、ボールを打ち損った選手が4塁に到達; ボールを打った選手が2塁に到達; バッターが走っている間にフィールダーに妨害される; バッターが2球続けて「no ball」を受ける; 場合である。バッターがアウトになるのは、バッターが打ったボールが地面に触れる前にフィールダーがキャッチした時、バッターがポストに向かって走っている間にフィールダーがそのポストの上半分に触れた時、もう一人のバッターが同じベースに向って走るあるいはバッターを追い越した時（これらの場合は両者ともアウトとなる）である。
1試合は2イニングからなる。それぞれの攻撃チームのイニングは9アウトまで続く。

### GAAに固有のルール

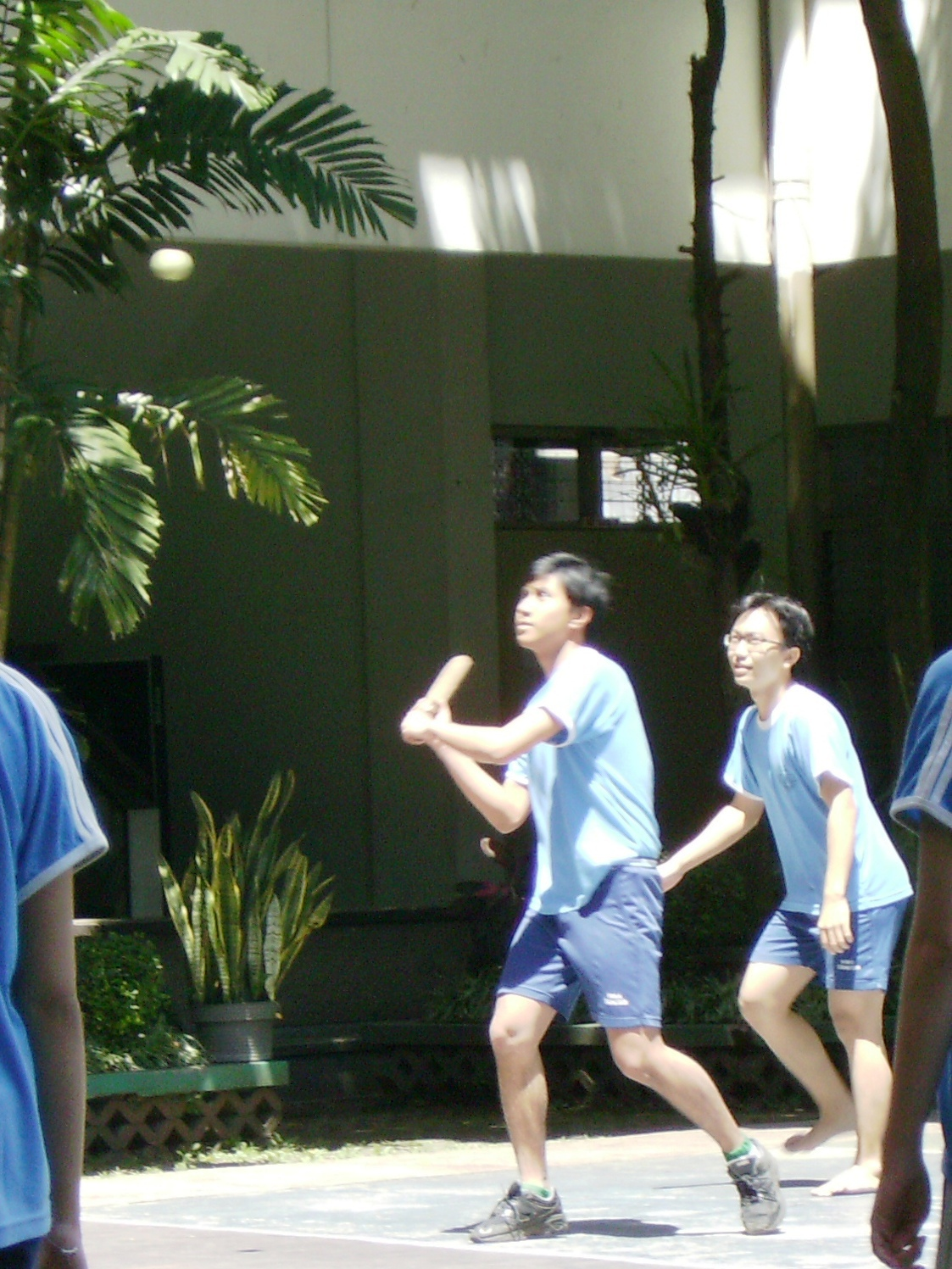
バッターはボールをうまく打とうと試みている。

アイルランドでは、ラウンダーズ（アイルランド語: cluiche corr）のルールはゲーリック体育協会（GAA）によって策定されている。GAAのルールは、1884年に定められた最も初期の全国的に組織化された競技規則である。このGAA版ラウンダーズはベースボールとよく似ている。NRA版と比べて広いピッチでプレーされ、それ故により大きなバットとわずかに大きなボールを使用する。GAAラウンダーズのピッチは70メートル (77 yd)の正方形のフィールドで、ベース間の距離は25メートル (27 yd)である（NRA版は12メートル (13 yd)）。ホームベース側のピッチ外の両側にはファールグラウンドが設けられている。試合中、3人までのフィールド選手の交代ができる。フィールド上の選手は最大9人である。バッターの登録数には制限がない。
ボール（あるいはシリター）の外周は22.7–25.5センチメートル (8.9–10.0 in)、バットは長さ70–110センチメートル (28–43 in)、直径最大22センチメートル (8.7 in)である。バットの重量には制限がない。ベースは通常正方形のマットで印される。ホームベースおよびピッチャーズスタンドは幅64 cm、その他は幅46センチメートル (18 in)である。
各バッターは3球の「good ball」を受ける権利がある。バッターは投げられたgood ballを打つことを試みなければならないが、ボールを打っても走る必要はない。「bad」と見なされるはずのボールが打たれた場合は、そのボールは「good」と見なされる。1球目あるいは2球目のgood ballの時に打ったボールがファールグラウンドに入る、あるいはボールが打たれたがバッターが走らなかった場合は、ボールは「dead」と見なされ、バッターあるいは走者は進塁しなくてもよい。バッターが3球「bad ball」を受けた場合、「walk-on」がコールされ、全ての走者は一つ進塁する。バッターはdead ballを除いてもどんなボールの時も走ってよい。バッターは走っている間にバットを落としてはならず、さもないとその選手はアウトとなり、得点も加算されない。
以下の場合にバッターはアウトとなる。
- 3球目のgood ballの時、バッターがボールを打つのを失敗し、ボールが地面に触れる前にキャッチャーが捕球する。
- バットを危険なやり方で投げるあるいは放り上げる。
- ボウラーあるいはキャッチャーの視界が、1度目の警告が与えられた後に再び遮られる。
- ボールを持ったフィールダーと故意に接触する。
- ボールを持ったフィールダーがいるベースにバッターが触れる。このような場合バッターは前のベースに戻らなければならない。
- 他の走者がいるベースをバッターが占めようとする（一塁を除く。この場合バッターのために塁を空けなければならない）。

バッターはベース間を真っ直ぐ走らなければならず、フィールダーは走者を妨害したりベースの上に立ってはならない。このルールに従わないことはスポーツマンシップに反する行為を見なされ、バッターはアウトとなり、守備側の反則の場合は攻撃チームに最大2つの進塁が与えられる。ルール上例外もあるが、通常は、バッターは味方選手を追い越してはならない。
1試合は5イニングからなる。1イニングは3アウトまで続く。

## ソフトボールおよびベースボールとの比較
GAA版のラウンダーズはソフトボールと非常に似ている。主な違いはGAA版ラウンダーズがベースボールサイズのバット、ボール、フィールドで行われることである。しかしながら、ベースボールのようなグローブの使用は認められていない。
ベースボールとNRA版ラウンダーズの主な違いとしては、NRA版ラウンダーズは、より短いバットを使用し大抵片手で振ること; ミスあるいはストライクはコールされず、そのためwalk（四球）あるいはstrike-out（三振）がない; バッターはgood ballを1球しか受けることができず、ボールを打ったかどうかにかかわらず走らなければならない、といった点である。その他の違いには、ベースに印を付けるポスト、ピッチのレイアウト（特にホームベースの位置）、ソフトボールのような下投げの投球方法などが挙げられる。